# 加莊站
加莊站是广州地铁7号线的一个车站，位於中国广东省广州市黄埔区科丰路南云五路分岔口的地底。2023年12月28日随7号线二期通车而启用。

## 车站结构

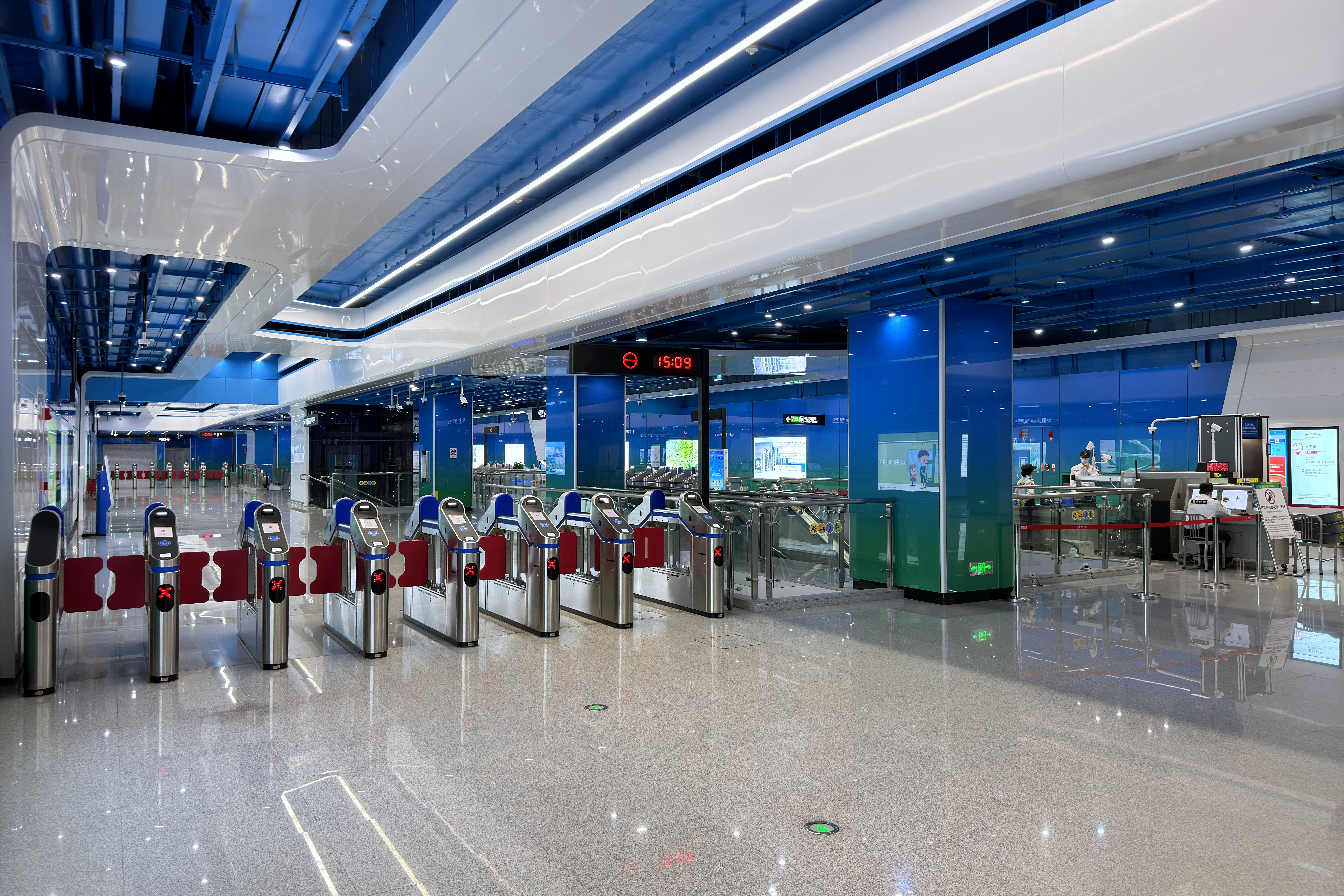
站厅

### 车站楼层
本站为地下二层岛式站台车站，全长218m，标准段宽22.7m，总建筑面积10,232平方米。其中地面为车站出入口、科丰路、南云五路、加庄村以及邻近建筑；地下一层为站厅；地下二层为7号线站台。
| 地下一层 | 站厅                       | 售票機、客服中心、商店、警务室、安检设施 |  |  |
| 地下二层 | 2 站台                     | █7号线 美的大道方向（下站：姬堂）        |  |  |
|          | 岛式站台（卫生间、母婴室） |                                          |  |  |
|          | 1 站台                     | █7号线 燕山方向（下站：科丰路）          |  |  |

### 站厅
加莊站站厅設有自动售票機及智能客務中心。
收费区内设有专用电梯、多条扶手电梯及楼梯方便乘客前往月台。

### 站台
本站将设有一个岛式站台，位于科丰路的地底。
本站的卫生间及母婴室设于站台往燕山方向的一端。

### 出入口
加莊站目前设有3个出入口供乘客进出。
|                                           |                                                       |      |          |                                |
| 編號                                      | 设施                                                  | 照片 | 出口指示 | 建議前往的目的地               |
| B                                         | 盲道标志 · 扶手电梯标志                               |      | 科丰路   | 加庄公交车站（北行）           |
| C                                         | 盲道标志 · 升降机标志 · 无障碍通道标志 · 扶手电梯标志 |      | 科丰路   | 南云五路、加庄公交车站（南行） |
| D                                         |                                                       |      | 科丰路   |                                |
| 註： 設有 \| 設有 \| 設有 \| 設有扶手電梯 |                                                       |      |          |                                |

## 历史
2019年7月，本站开始围蔽施工；同年9月，本站进入主体结构施工阶段。2020年8月16日，本站第二段主体结构封顶。2023年11月7日，本站完成“三权”移交。
2023年12月28日12时，7号线二期开通运营，本站正式启用。

## 未来发展
规划中的23号线将在本站设站换乘。本站原为非换乘站，2018年7号线二期工程初步设计评审后调整为换乘站。